# Sinfonia n. 50 (Haydn)
La Sinfonia n. 50 in do maggiore, Hoboken I:50, fu composta da Joseph Haydn tra il 1773 e il 1774.
In quel biennio avvenne per Haydn un'importante svolta stilistica, con un progressivo abbandono dell'espressività drammatica ed emozionale tipica delle sue composizioni del cosiddetto periodo Sturm und Drang (1768-1772) per un registro più leggero. Un cambiamento stilistico che fu quasi certamente influenzato dalla sua attività come autore di musica per il teatro di corte a Esterháza, la residenza ungherese di Nicolaus Esterházy.
La struttura della sinfonia, per un organico di due oboi, fagotto, due corni, due trombe, timpani e archi, è in quattro movimenti:
1. Adagio e maestoso – Allegro di molto
2. Andante moderato
3. Minuetto
4. Finale, Presto

Trae presumibilmente origine dalle musiche di scena, andate perdute, per Der Götterath (Il giudizio degli Dei), prologo dell'opera per marionette Philemon und Baucis rappresentata nel settembre 1773 a Esterháza per l'imperatrice Maria Teresa. Si ritiene in particolare che i primi due movimenti fossero l'ouverture a Der Götterath, a cui in seguito Haydn per completare la sinfonia aggiunse il Minuetto e il Finale.